# Blacklight (2022)
Blacklight ist ein Actionfilm des US-Amerikaners Mark Williams. Der Film lief 2024 unter dem Alternativtitel Blacklight – Im Schatten des FBI.

## Handlung
Der frühere FBI-Beamte Travis Block arbeitet jetzt freiberuflich und inoffiziell für den FBI-Direktor Robinson. Als Block eine behördliche Verschwörung gegen US-Bürger entdeckt, gerät er selbst ins Fadenkreuz.

## Produktion
Die Dreharbeiten zu Blacklight begannen im November 2020 in Melbourne. Als weiterer Drehort wurde Canberra angekündigt. Das Produktionsbudget betrug 43 Millionen US-Dollar.

## Synchronisation
Die deutschsprachige Synchronisation entstand bei der Münchner Synchron nach einem Dialogbuch von Benedikt Rabanus, der auch die Dialogregie übernahm.
| Rolle            | Darsteller          | Synchronsprecher    |
| ---------------- | ------------------- | ------------------- |
| Travis Block     | Liam Neeson         | Helmut Gauß         |
| Gabriel Robinson | Aidan Quinn         | Oliver Siebeck      |
| Amanda Block     | Claire van der Boom | Anke Kortemeier     |
| Drew Hawthorne   | Tim Draxl           | Julian Manuel       |
| Dusty Crane      | Taylor John Smith   | Pirmin Sedlmeir     |
| Helen Davidson   | Yael Stone          | Stefanie Dischinger |
| Mira Jones       | Emmy Raver-Lampman  | Malika Bayerwaltes  |
| Natalie Block    | Gabriella Sengos    | Romy Sedlmeir       |
| Pearl            | Georgia Flood       | Marcia von Rebay    |
| Sarah            | Caroline Brazier    | Ulla Wagener        |
| Sofia Flores     | Mel Jarnson         | Leoni Beckenbach    |

## Veröffentlichung und Kritik
Kinostart des Films war am 11. Februar 2022.
Die Kritik zum Film fiel am Veröffentlichungstag laut Rotten Tomatoes mehrheitlich negativ aus.